# Patrick Stevens
Patrick Stevens, né le 31 janvier 1968 à Leut (province de Limbourg), est un athlète belge spécialiste du sprint.

## Palmarès
Patrick Stevens participe à trois reprises aux Jeux olympiques en 1988,1992 et 1996. Il parvient à ceux d'Atlanta en finale du 200 mètres et termine alors 7ème de la course.
Il est également finaliste du 200 mètres aux championnats du monde 1997 ; il prend la 8ème place de cette course.

### Championnats d'Europe d'athlétisme
- Championnats d'Europe d'athlétisme 1994 à Helsinki,  Finlande
  -  Médaille de bronze sur 200m

### Championnats d'Europe d'athlétisme en salle
- Championnats d'Europe d'athlétisme en salle 2000 à Gand,  Belgique
  -  Médaille d'argent sur 200 m